# Dorus Rijkers
Theodorus "Dorus" Rijkers (Den Helder, 27 januari 1847 - aldaar, 19 april 1928) is een van de bekendste redders van schipbreukelingen uit de Nederlandse geschiedenis. Zijn grootste faam als redder verwierf hij in 1887 met een aantal barre tochten als schipper op een zelfrichtende roeireddingboot van het NZHRM-reddingstation Nieuwediep (Den Helder) naar de Duitse bark Renown. Hij was zelf van oorsprong visser en is vooral bekend geworden als "de Heldersche Mensenredder", symbool bij wervingsacties voor Nederlandse redders en reddingmaatschappijen.

## Biografie
Rijkers, zoon van Cornelis Rijkers en Elisabeth Moorman, stamde uit een eenvoudige Heldersche familie. Zijn vader was scheepstimmerman. Hij verliet op zijn twaalfde jaar de school. "Twaalf ambachten en dertien ongelukken" later, wisselde hij als twintigjarige ten slotte van loopjongen van een kruidenier tot "vletterman" op een geepvlet. Op 9 juni 1870 te Den Helder treedt hij in het huwelijk met de 16 jaar oudere Neeltje Huijsman (geboren 23 december 1830 te Wijdewormer) en wordt zo de stiefvader van Janus Kuiper. Op dat moment is Dorus Rijkers visser van beroep.
Al voordat hij in 1886 schipper werd op de roeireddingboot van reddingstation Nieuwediep aan de haven van Den Helder, had hij in 1872 met zijn eigen boot 25 mensen van de gestrande Nederlandse bark Australia gered. Rijkers en zijn bemanning redden de opvarenden en de loods en kregen daarvoor 220 gulden, maar de bergers kregen 1300 gulden voor de redding van de lading koffiebonen en suiker. In 1888, na de spectaculaire redding van de, in de wanten van de bezaansmast geklommen, opvarenden van de Duitse bark "Renown", werd Dorus door Koning Willem III opgenomen in de Broederschap van de Nederlandse Leeuw. Aan het broederschap was een klein inkomen verbonden.
Dorus Rijkers en zijn bemanningen droegen in zijn 25 dienstjaren bij aan de redding van meer dan vijfhonderd zeelieden, totdat in 1911 – op 64-jarige leeftijd – het reddingwerk hem te zwaar werd. Weinig verwonderlijk in een tijd dat de mannen in een roeireddingboot dezelfde woelige zee moesten bedwingen die zojuist een groter schip fataal was geworden.
Toen in 1926 bleek dat Dorus de meest populaire man van Nederland was, werd hem een reis en verblijf in Parijs aangeboden. Samen met Levy Grunwald reisde hij naar de Franse hoofdstad. Grunwald schreef hierover een uitgebreid verslag dat in 1930 werd uitgegeven.

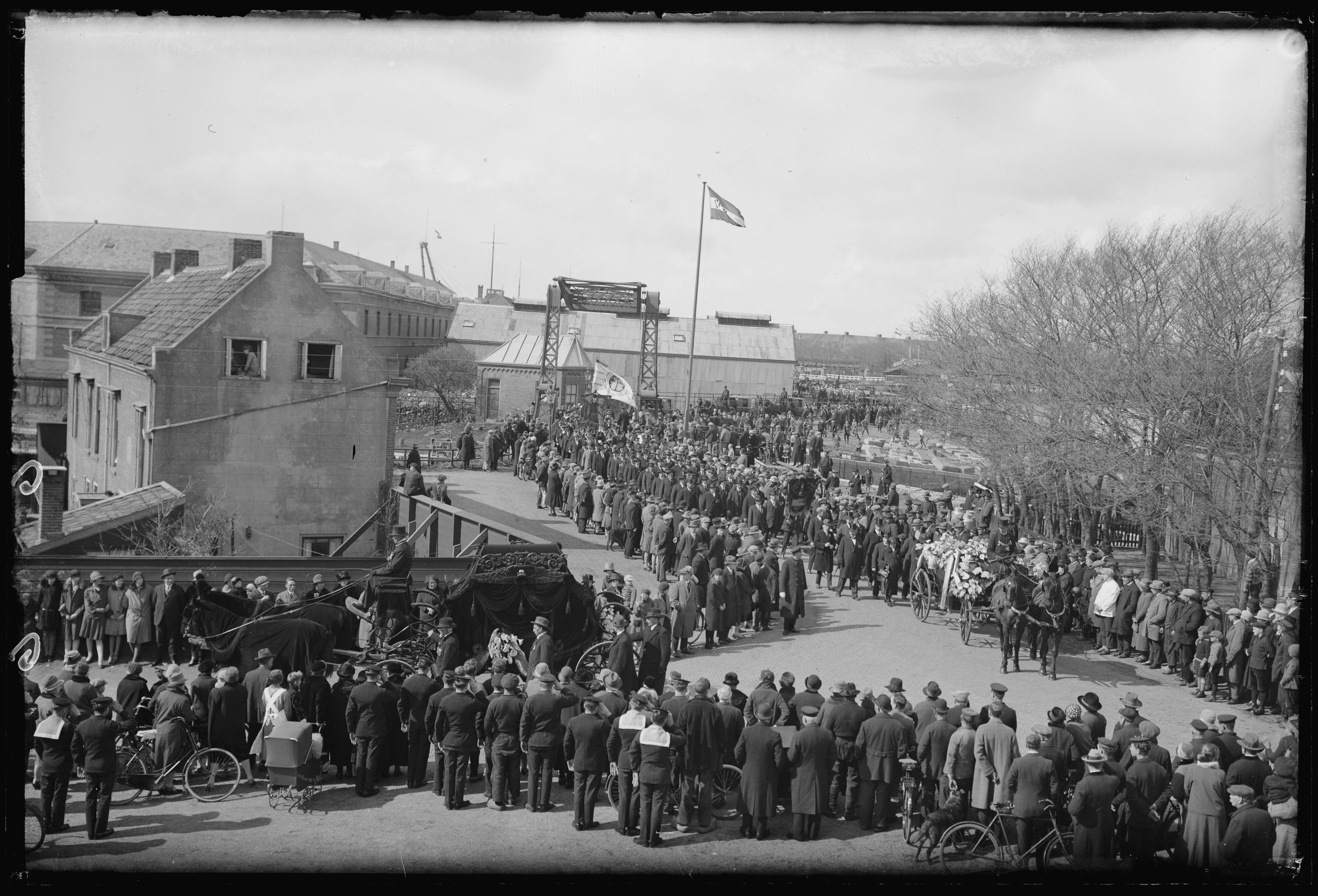
De begrafenisstoet en toeschouwers nabij het Ankerpark

 Dorus Rijkers overleed op 19 april 1928 te Den Helder op 81-jarige leeftijd. Hij werd begraven op de algemene begraafplaats in Huisduinen. De begrafenis van Dorus Rijkers was een evenement waaraan veel aandacht werd besteed. Deputaties en muziekkorpsen kwamen uit het hele land, waardoor de rouwstoet meer dan een kilometer lang werd. Er werd een inzameling gehouden voor een passend monument op zijn graf. Vijftig jaar later vond er een herdenking plaats bij zijn graf.

## Opa
De geuzennaam Opa kreeg hij, nadat hij als jonge twintiger door een huwelijk met voornoemde weduwe Kuipers stiefvader was geworden van zes kinderen, van wie er één al snel zelf kinderen kreeg. Vanaf dat ogenblik noemde heel Den Helder hem gekscherend "Opa". Een jaar na zijn huwelijk met Neeltje werd Dorus trotse vader van een dochter, Theodora, die hem tot op zijn oude dag verzorgde. Zijn vrouw Neeltje stierf op 11 oktober 1902 te Den Helder. Zij was toen 71 jaar.

## Monument
De dood van Dorus Rijkers in 1928 was aanleiding een comité in het leven te roepen voor de oprichting van een monument dat in de persoon van Opa alle zeeredders zou eren. Het duurde nog tot 4 juni 1935 voordat dit Nationaal Monument voor het Reddingswezen in de vorm van een carillon met een dertigtal klokken door koningin Wilhelmina onthuld zou worden. Het plein waar het monument staat, nabij het oude wees- en stadhuis, heette destijds het Westplein maar is later hernoemd tot Helden der Zeeplein. In de volksmond wordt het monument ook vaak het "Helden der Zee-monument" of kortweg het "Carillon" genoemd.

## Borstbeeld

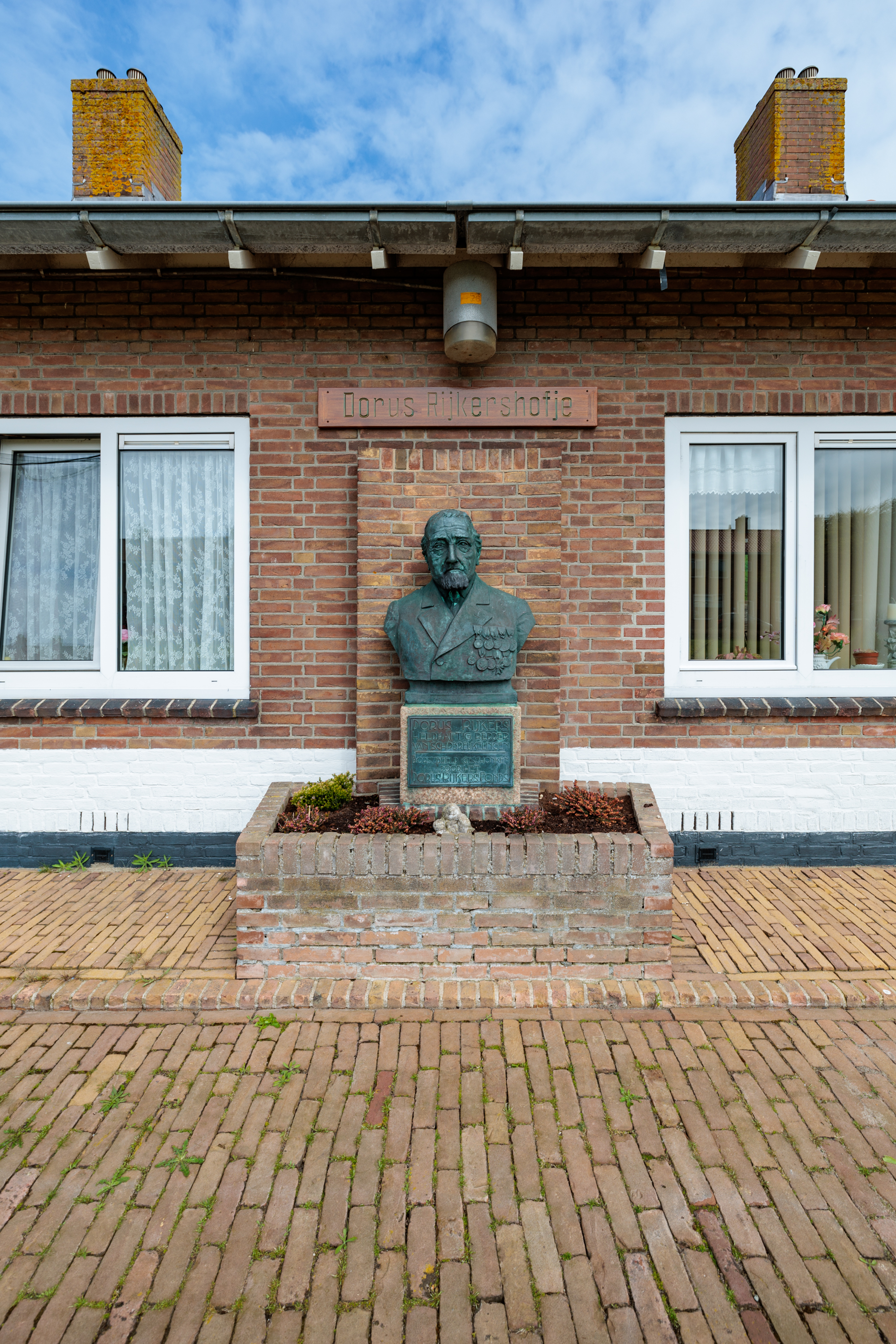
Het borstbeeld van Dorus Rijkers, Doris Rijkershofje Den Helder

Op 15 juli 1939 kreeg Rijkers door een schenking van het Helden der Zee-fonds ook een echt persoonlijk "monument" in de vorm van een bronzen buste (ontwerp: mevr. I.A.L. van Beek Calkoen) die aanvankelijk vlak voor de opgemetselde zeedijk bij het carillon een onderkomen vond.
Tijdens de Tweede Wereldoorlog is het beeld ter bescherming verwijderd en in 1950 opnieuw opgesteld, maar nu in het Dorus Rijkershofje niet ver van de oorspronkelijke plek. In 2003 is een tweede afgietsel gemaakt voor gebruik in het Nationaal Reddingmuseum, waar ook de originele gietmallen terechtgekomen zijn.

## Vernoemingen

### Dorus Rijkersfonds

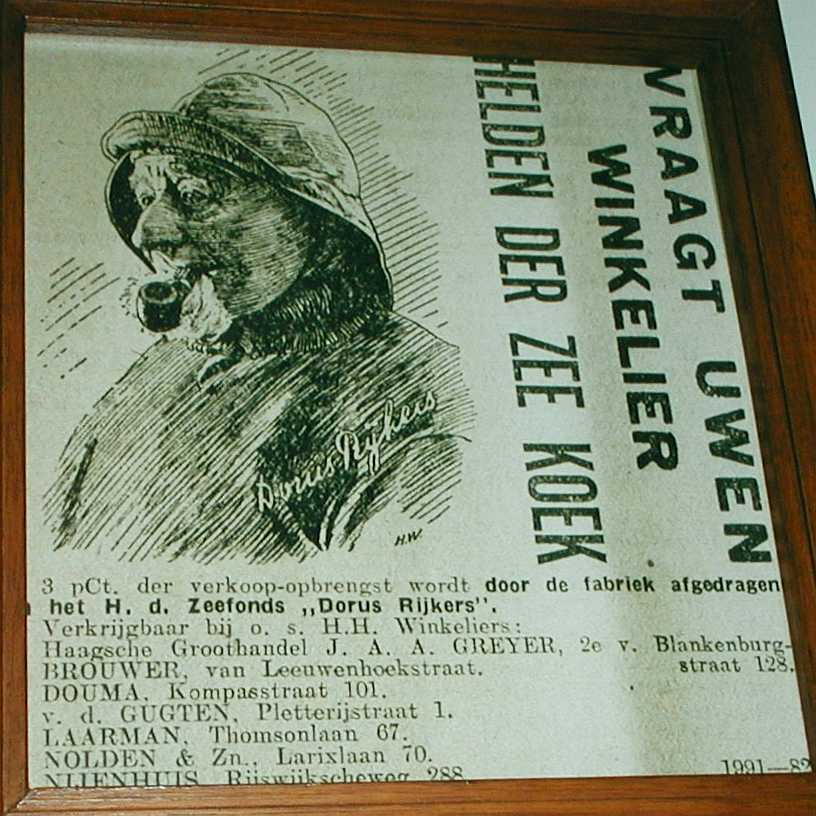
Reclameplakkaat voor "Helden Der Zee Koek"

Het inkomen van "gepensioneerde" oud-redders was in het begin van de twintigste eeuw bepaald geen vetpot, dus Dorus had tot ver na zijn zeventigste verjaardag allerlei bijbaantjes nodig om te kunnen overleven. Hij verkocht onder andere een grote gouden eremedaille om een fiets te kunnen kopen. Van de meer dan vijfhonderd geredde drenkelingen en de rederijen heeft hij nooit een blijk van waardering ontvangen. Hij was daar zelf vrij laconiek over en vond dat hij weinig te klagen had.
Desondanks werd in 1923 het Helden der Zee-fonds "Dorus Rijkers" opgezet om geld in te zamelen voor oud-redders en hun nabestaanden. Het fonds was erg actief en creatief in het bedenken van wervingsacties, waarbij de armoede van de bejubelde oud-redders nogal eens wat erg dik werd aangezet. Dit sloeg goed aan bij de Nederlandse bevolking, maar de (K)NZHRM was er niet altijd even blij mee – zij kreeg immers de zwartepiet toegespeeld.
Bij de diverse wervingscampagnes werden steevast naam en beeltenis van Dorus Rijkers gebruikt, wat zeker heeft bijgedragen aan zijn uiteindelijke grote naamsbekendheid en ongekende populariteit als symbool van de Nederlandse redders in het algemeen. Het fonds gaf al direct in 1923 een door Levy Grunwald geschreven boekje van 48 pagina's uit getiteld Koning Dorus en zijn blauwe zeeridders, dat zeker ook heeft bijgedragen aan de beeldvorming en populariteit van de heldhaftige zeeredders – en Dorus een extra bijnaam bezorgde.
Tijdens de wederopbouw van Den Helder werden drie hofjes aangelegd nabij de zeedijk. Een van deze hofjes was eigendom van het fonds en staat bekend als Dorus Rijkershofje. Dit hofje bood onderdak aan oud-zeeredders. Een van de drie hofjes moest wijken bij de dijkverzwaring in de jaren 1970. Het hofje voor zeeredders werd in 1997 door Woningstichting Den Helder overgenomen nadat er geen zeeredders meer woonden.
Het Dorus Rijkersfonds bestaat nog steeds, al kunnen de middelen tegenwoordig ook gebruikt worden voor bijvoorbeeld de bouw van een nieuwe reddingboot voor de KNRM. In 2023, bij het 100-jarig bestaan, werd het fonds onderscheiden met een Koninklijke Erepenning.

### Nationaal Reddingmuseum Dorus Rijkers
In Den Helder is sinds 1981 het naar Dorus Rijkers vernoemde museum Nationaal Reddingmuseum Dorus Rijkers te vinden, waar eremedailles en andere persoonlijke voorwerpen van hem en andere redders te bezichtigen zijn. Het museum biedt historische informatie over de meer dan 180 jaar omvattende roemruchte geschiedenis van het reddingwezen in Nederland en gerelateerde maritieme thema's, rijkelijk geïllustreerd aan de hand van allerlei voorwerpen waaronder ook een aantal reddingboten, een reddingwagen en veel interactieve elementen in de presentaties, met belevenissen zoals een windtunnel en een aanvaring in de mist. Prinses Beatrix heropende op 8 september 2015 het vernieuwde museum. In de museumhaven Willemsoord bij het museum liggen naast andere varende nautische monumenten bovendien nog enkele oude motorreddingboten, waar op afspraak nog groepstochten mee gevaren kunnen worden.

### Boten

#### Motorreddingboot Dorus Rijkers (1923)

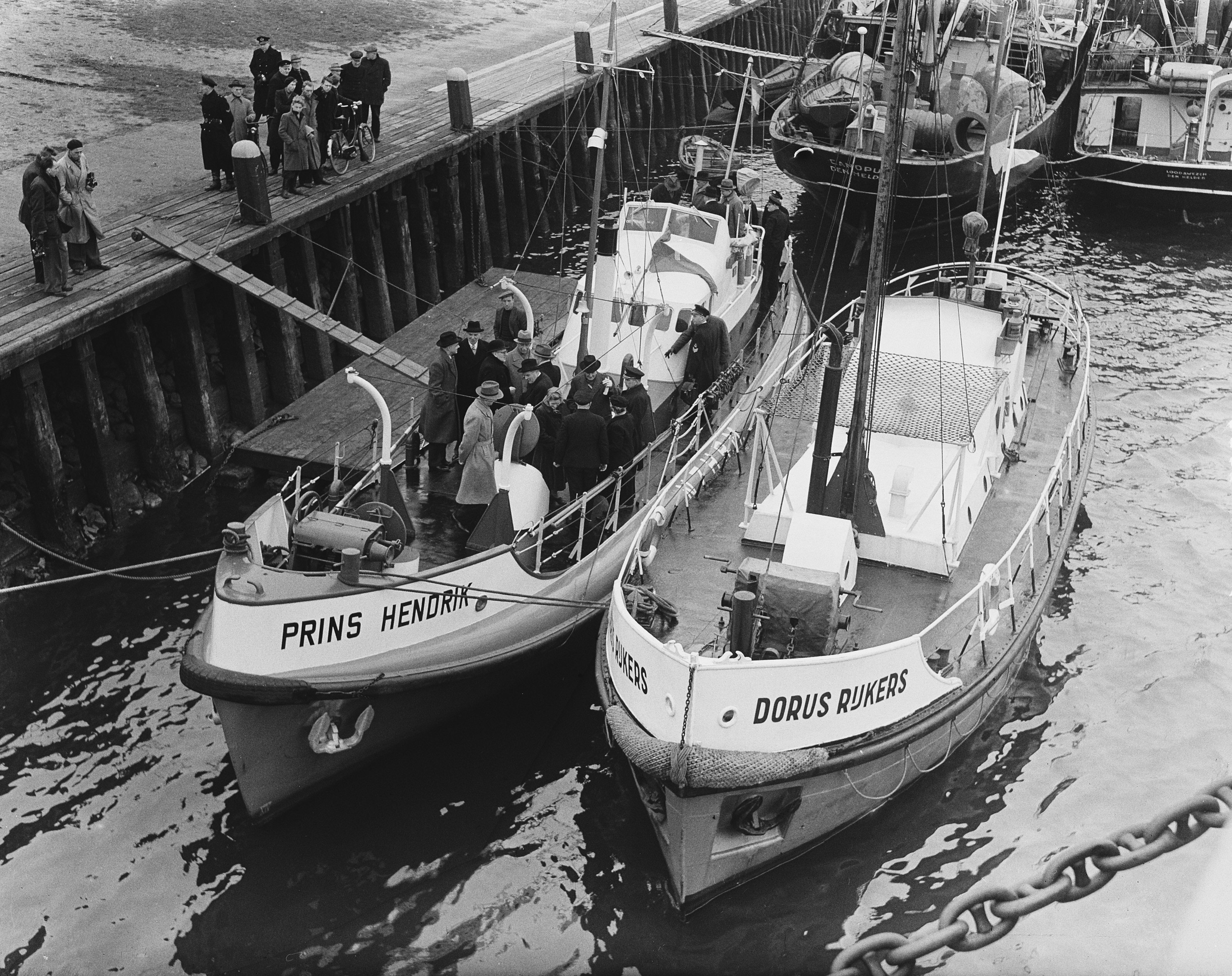
De 'Prins Hendrik' de nieuwe KNRM-reddingboot in Den Helder (8 maart 1952). Hier samen op de foto met de oude KNRM-reddingboot 'Dorus Rijkers' uit 1923.

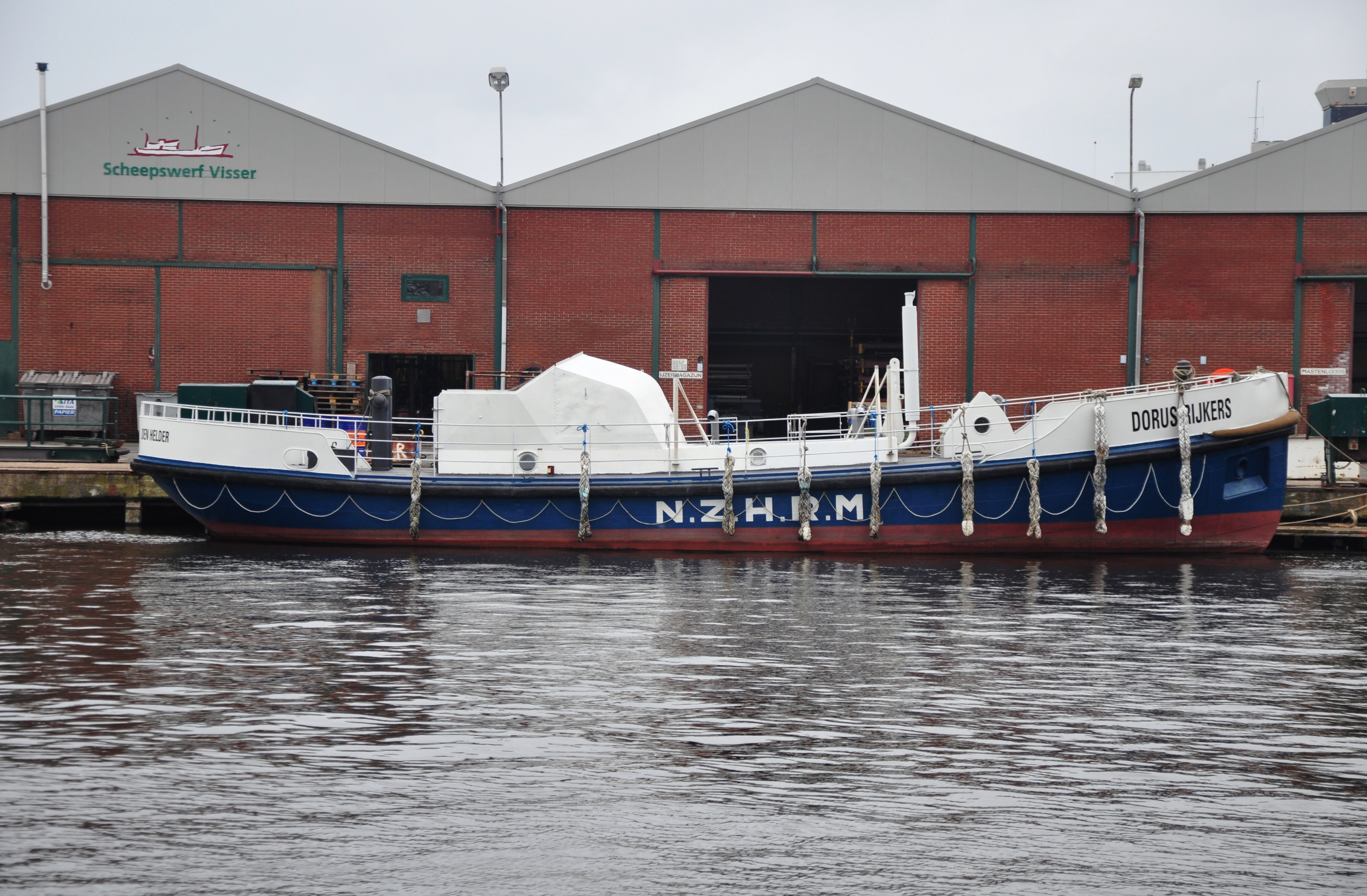
De oude Dorus Rijkers voor scheepswerf Visser

Vanaf 1907 zijn de roei- en zeilreddingboten in Nederland langzamerhand vervangen door steeds meer motorreddingboten (mrb). In 1923 is in Den Helder de mrb "Dorus Rijkers" in gebruik genomen. Deze in Bremen gebouwde stalen boot heeft een waterverplaatsing van 46,3 ton en een gemiddelde diepgang van 1,38 m. Zij werd aangedreven door een viercilinder Deutz-Brons semi-dieselmotor van 80 pk en bereikte daarmee een maximale snelheid van circa 8 knopen. In 1936 werd de motor geconverteerd tot inspuitdiesel met 100 pk waardoor ook de maximale snelheid nog marginaal toenam tot circa 8,25 knopen.
Zij deed dienst in Den Helder als stationsboot tot 1952 en daarna tot 1955 als reserve, waarbij ze onder andere nog ingezet werd bij de watersnood van 1953. Van 1955 tot 1961 was de mrb Dorus Rijkers stationsboot van Scheveningen en aansluitend tot 1965 weer reserve. Als stationsboot werden 290 reddingsoperaties uitgevoerd, waarbij in totaal 659 mensen het leven kon worden gered. Vanaf die tijd heeft de boot in particulier bezit dienstgedaan als pleziervaartuig (deels op binnenwateren) en voor sportvisserij op zee, tijdelijk ook onder de namen Coen Bot (ooit de eerste schipper van de boot) en Simonszand, maar sinds 1988 draagt ze weer de originele naam Dorus Rijkers. Zij is de oudste Nederlandse motorreddingboot die nog zo goed als helemaal in de oude staat verkeert. Een kleinzoon van een van de oude "opstappers" heeft de boot in 1995 opgekocht, met het doel haar in een stichting onder te brengen en helemaal te restaureren om dienst te gaan doen als varende museumboot.
In 2009 werd het schip in eigendom overgedragen aan de Stichting Instandhouding Motorreddingboot Dorus Rijkers (1923). Direct werd met een groep van vijftien vrijwilligers gestart met de restauratie en met de fondsenwerving hiervoor. Op dinsdag 20 september 2016 is met het hijsen van een wimpel in de mast de succesvolle afronding gevierd van de restauratie en is dit vaartuig weer volledig operationeel.

#### Motorreddingboot Dorus Rijkers (1997)
In 1997 maakte de laatste conventionele motorreddingboot van Den Helder (de Suzanna) plaats voor een moderne en snelle Rigid Inflatable-reddingboot. De boot werd bekostigd uit het Dorus Rijkers-fonds en gaf dus eens temeer gelegenheid om Dorus Rijkers op 'zijn' reddingstation te eren met de vernoeming van een reddingboot.
Deze Dorus Rijkers, die is gebouwd in Hindeloopen, heeft een aluminium romp en opbouw, met een opblaasbare rubberen rand die voor meer drijfvermogen zorgt, is zelfrichtend en kan onder elk denkbaar weertype uitvaren. Dankzij twee Hamilton-waterjets, elk aangedreven door een 680 pk dieselmotor, bereikt de boot een maximumsnelheid van 34 knopen. Met een bemanning van vier kunnen vijfenzeventig geredden aan boord worden genomen. De Dorus Rijkers (II) is in Den Helder inmiddels alweer enige tijd reserve geweest naast de oudere Johannes Frederik van hetzelfde type, maar vanaf 2006 is ze weer de operationele boot van het station.

### Verdere vernoemingen
Behalve de in het oog springende vernoemingen van het Helden der Zee-Fonds, de reddingboten, het reddingmuseum en de vele commerciële uitingen uit het begin van de twintigste eeuw – al dan niet in samenhang met werving voor het fonds – hebben ook vele anderen ervoor gekozen zijn naam te eren met een vernoeming. Zo zijn er in veel Nederlandse gemeenten straten, wegen, pleinen, hofjes en kades naar Dorus vernoemd. Ook is hij behoorlijk populair bij scoutinggroepen en is er een roos die zijn naam draagt. Verder waren er een basisschool en een pijprokersgilde met zijn naam.